# مارك ويلسون (لاعب اتحاد الرغبي)
مارك ويلسون (بالإنجليزية: Mark Wilson)‏ هو لاعب اتحاد الرغبي بريطاني، ولد في 6 أكتوبر 1989 في Kendal ‏ في المملكة المتحدة.

## روابط خارجية
- مارك ويلسون على موقع دوري الرغبي الممتاز (الإنجليزية)
- مارك ويلسون عل موقع إسبنسكروم (الإنجليزية)
- مارك ويلسون على موقع ItsRugby.co.uk (الإنجليزية)